# Sanfordbrillenvogel
Der Sanfordbrillenvogel (Zosterops lacertosus, Syn.: Zosterops lacertosa, Woodfordia  lacertosa) ist eine Vogelart aus der Familie der Brillenvögel. Er ist endemisch auf der zu den Santa-Cruz-Inseln gehörenden Insel Nendo. Benannt ist die Art nach Dr. Leonard C. Sanford (1868–1950), dem Initiator der Whitney South Seas Expedition, während der das Taxon in den 1920er-Jahren entdeckt wurde.

## Merkmale
Der Sanfordbrillenvogel erreicht eine Größe von 15 bis 16 Zentimetern. Der Augenring ist sehr schmal, aber die schmutzigweissen Zügel sowie einige Federn über dem Auge lassen den Augenring groß erscheinen. Die Oberseite ist bernsteinbraun; die Oberflügeldecken und die Schwanzfedern sind rötlich-braun. Die Unterseite ist zimt-sandfarben und besonders an der Kehle olivfarben verwaschen. Die Iris ist braun. Der Schnabel und die Beine sind hellgelb. Vom nahe verwandten Woodfordbrillenvogel (Woodfordia superciliosa) unterscheidet er sich durch die Zügelzeichnung, den längeren Schnabel und die bräunlichere Gefiederfärbung. Die Geschlechter sehen gleich aus. Die Jungvögel sind bisher unbeschrieben. Der Gesang besteht aus „chip“-Tönen, die häufig wiederholt werden.

## Lebensraum
Der Sanfordbrillenvogel bewohnt Primär- und Sekundärwälder, degradierte Wälder sowie Waldränder.

## Lebensweise
Über seine Lebensweise ist nur wenig bekannt. Er geht paarweise im Blätterdach oder im mittleren Baumstockwerk auf Nahrungssuche und ist gelegentlich an Früchten zu beobachten.

## Bestand und Gefährdung
Der Sanfordbrillenvogel steht aufgrund des kleinen Verbreitungsgebietes auf der Vorwarnliste (near threatened) der IUCN. Er wird als ziemlich häufig bis wenig häufig beschrieben.